# 끌어당김의 법칙
끌어당김의 법칙(law of attraction)은 긍정적이거나 부정적인 생각이 사람의 삶에 긍정적이거나 부정적인 경험을 가져온다는 신사상 영적 믿음이다. 이 믿음은 사람과 사람의 생각이 '순수한 에너지'로 만들어지고, 같은 에너지가 같은 에너지를 끌어당겨 사람들의 건강, 부, 대인 관계를 개선할 수 있다는 생각에 기초한다. 끌어당김의 법칙을 뒷받침하는 실증적 과학적 증거는 없으며, 이는 유사과학이나 과학적 언어로 표현된 종교로 널리 간주된다. 이 믿음에는 발현(manifestation) 및 행운의 소녀 증후군(lucky girl syndrome)을 포함하여 시간이 지남에 따라 인기가 다양해진 대체 이름이 있다.
옹호자들은 일반적으로 인지적 재구성 기술을 긍정 및 창의적 시각화와 결합하여 제한적이거나 자기 파괴적인("부정적") 생각을 보다 강력하고 적응적인("긍정적인") 생각으로 대체한다. 철학의 핵심 구성 요소는 부정적인 사고 패턴을 효과적으로 바꾸기 위해서는 원하는 변화가 이미 발생했다는 것을 (창의적인 시각화를 통해) "느껴야" 한다는 생각이다. 이러한 긍정적인 생각과 긍정적인 감정의 결합은 제안된 에너지 법칙과 공명함으로써 긍정적인 경험과 기회를 끌어낼 수 있다고 믿어진다.
끌어당김의 법칙을 지지하는 일부 사람들은 과학 이론을 언급하고 그것을 옹호하는 논거로 사용하지만, 그것은 입증할 수 있는 과학적 근거가 없다. 많은 과학자들은 지지자들이 과학적 개념을 오용하는 것을 비판해 왔다. 최근 실증적 연구에 따르면 끌어당김의 법칙에 대한 믿음을 갖고 있는 개인은 종종 더 높은 인식 수준의 성공을 보이는 반면, 이러한 믿음은 또한 더 높은 위험 감수 행동, 특히 재정적 위험과 관련이 있고 파산 가능성을 보이는 것으로 나타났다.

## 같이 보기
- 헤르메스주의
- 통제위치
- 주술적 사고
- 긍정적인 정신 상태
- 점화 (심리학)
- 번영신학
- 피그말리온 효과
- 자기실현적 예언